# الأرض القاحلة (فلم 2021)
الأرض القاحلة (بالإنجليزية: No Man's Land) فيلم مغامرات، وحركة، وإثارة أمريكي لعام 2021، أخرجه كونور ألين من سيناريو لجيك ألين وديفيد بارازا، ومن تمثيل النجوم فرانك جريللو وجيك ألين وجورج لوبيز. الفيلم غربي حديث مستوحى من مناطق القاحلة الواقعية على طول الحدود بين تكساس والمكسيك. صدر الفيلم في 22 يناير 2021.

## طاقم التمثيل
- جيك ألين: في دور جاكسون جرير

- فرانك جريللو: في دور بيل جرير

- آندي ماكدويل: في دور مونيكا جرير

- أليكس ماكنيكول: في دور لوكاس جرير

- جورج لوبيز: في دور رميرز

- إزميرالدا بيمنتل: في دور فيكتوريا

- خورخي أ. جيمينيز: في دور جوستافو

- فرناندو كواوتل: في دور إنريك

- أليسيو فالنتيني: في دور فرناندو

- أوفيليا ميدينا: في دور لوبي

- أندريس ديلجادو: في دور لويس

- ساندرا زيلويغر: في دور راكيل

- خوان كارلوس ريمولينا: في دور هيكتور

- إيفان أراغون: في دور ميجل

- جولييتا أورتيس: في دور روزا[3]

## ملخص أحداث الفيلم
يدور فيلم «الأرض القاحلة» هو فيلم عن الغرب الأمريكي الحديث، في المنطقة القاحلة الموجودة على طول حدود تكساس مع المكسيك. أثناء تواجد جاكسون ووالده في دورية حدودية، يقتل جاكسون صبيًا مهاجرًا مكسيكيًا، وعندما يحاول والده تحمل اللوم، يفر جاكسون جنوبًا إلى المكسيك على صهوة جواده، ليصبح «أجنبيًا غير شرعي» في المكسيك. تبدأ جماعة تكساس رينجرز والفدراليين المكسيكيين مطاردته. يسافر جاكسون عبر المكسيك لطلب المغفرة من والد الصبي الميت فقط ليقع في حب الأرض التي تعلم أن يكرهها.

## الإنتاج
انضم جيك ألين وفرانك جريلو وخورخي أ.جيمينيز وجورج لوبيز وآندي ماكدويل وأليكس ماكنيكول إلى طاقم الفيلم في يونيو 2019، وأسند الإخراج إلى كونور ألين والسيناريو لجيك ألين وديفيد بارازا إيبانيز، وبدأ التصوير الرئيسي في يونيو 2019.
حصلت شركة أفلام أي اف سي IFC Films في يونيو 2020، على حقوق توزيع الفيلم، وتقرر إصداره في 22 يناير 2021.

## استقبال الفيلم
منح موقع الطماطم الفاسدة الفيلم تقييم مقداره 29% بناء على آراء 34 ناقد سينمائي.
منح موقع ميتاكريتيك الفيلم تقييم مقداره 52% بناء على آراء 11 ناقد سينمائي.

## وصلات خارجية
- الأرض القاحلة  في قاعدة بيانات الأفلام على الإنترنت (بالإنجليزية)
- الأرض القاحلة (فيلم 2021)
- الأرض القاحلة (فيلم 2021)